# Ziemik włochatobrzuchy
Ziemik włochatobrzuchy (Byrsinus flavicornis) – gatunek pluskwiaków różnoskrzydłych z rodziny ziemikowatych i podrodziny Cydninae.

## Taksonomia
Gatunek ten po raz pierwszy opisany został w 1794 roku przez Johana Christiana Fabriciusa pod nazwą Cimex flavicornis.

## Morfologia

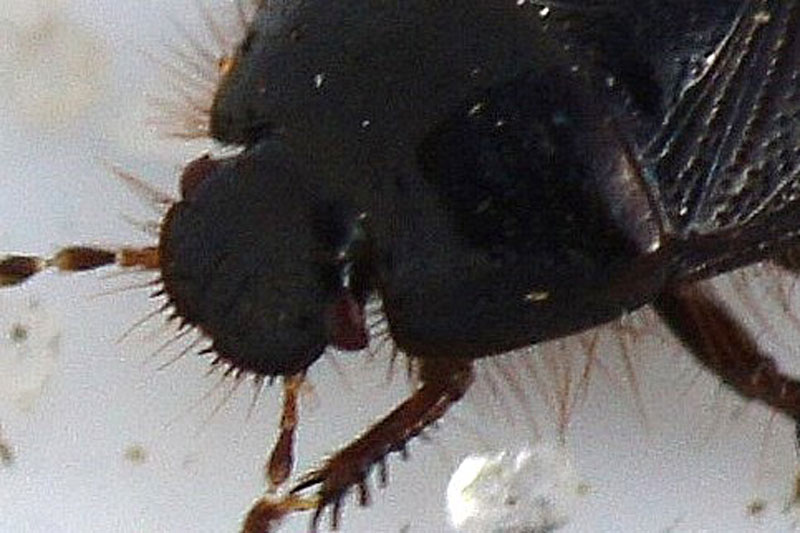
Zbliżenie na głowę i brzeg przedplecza

Pluskwiak o owalnym w zarysie ciele długości od 2,5 do 4 mm. Ubarwiony jest czarno, czarnobrązowo lub brązowo, niekiedy z półpokrywami bardziej brązowymi od reszty ciała. Powierzchnia ciała jest wyraźnie punktowana. Głowę mają nieco rozpłaszczoną, zaopatrzoną w parę cienkich i długich szczecinek u wierzchołka nadustka oraz rząd 6–9 grubych kolców i 6–10 osadzonych w porach szczecinek na zewnętrznej krawędzi każdego z policzków. Na bocznych brzegach przedplecza wyrasta kilkadziesiąt, zawsze ponad 40 długich szczecinek. Od 20 do 30 długich szczecinek osadzonych jest również na żyłce kostalnej półpokryw. Tarczka jest wydłużona, dłuższa niż u nasady szeroka, sięgająca znacznie poza połowę długości odwłoka.  Gruczoły zapachowe zatułowia mają ujścia o kształcie małego, okrągłego uszka. Ewaporatoria na śródtułowiu i zatułowiu mogą być od bardzo małych, przez niemal niedostrzegalne po całkiem zanikłe.

## Ekologia i występowanie
Owad ten zamieszkuje głównie stanowiska trawiaste o piaszczystym podłożu. Bytuje wśród korzeni traw, zwłaszcza strzęplicy sinej i szczotlichy siwej. W czasie wysokich temperatur przebywa w wyższych warstwach gleby, a nawet na jej powierzchni, jednak zaniepokojony zagrzebuje się w niej z powrotem. Jest fitofagiem ssącym soki z korzeni. Stadium zimującym są osobniki dorosłe.
Gatunek palearktyczny, w Europie znany z Portugalii, Hiszpanii, Wielkiej Brytanii, Francji, Belgii, Holandii, Włoch, Malty, Niemiec, Polski, Czech, Słowacji, Węgier, Łotwy, Litwy, Białorusi, Ukrainy, Chorwacji, Czarnogóry, Serbii, Macedonii Północnej, Mołdawii, Rumunii, Bułgarii, Rosji i Turcji. Ponadto znany m.in. z Cypru i Madery. W Polsce został stwierdzony na nielicznych stanowiskach na nizinach i jest jedynym przedstawicielem swojego rodzaju. Spotyka się go rzadziej niż podobnego ziemika brunatnego w Polsce i na wschodzie Niemiec, natomiast częściej od wspominanego gatunku na zachodzie i północy Niemiec.